# 崔亮 (短道速滑运动员)
崔亮（1986年3月24日—），男，遼寧瀋陽人，中國短道速滑運動員。

## 生涯
崔亮是中國短道速滑的一位新人，他先後於2003年的短道速滑加拿大分站世界杯的男子5000米接力賽贏得冠軍，同年在美國站世界杯得到接力賽的季軍。
2005年，崔亮於十運會取得男子個人1500米小項的銀牌、5000米接力小項取得銅牌，而在全能小項就只得到第4位。及後，崔亮於意大利和荷蘭分站的世界杯得到男子5000米接力賽的亞軍以及季軍。都靈冬季奧運，崔亮與李野、隋寶庫、李佳軍以及李蒿楠出戰男子5000米接力小項，在決賽中以第5位完成比賽。3月，於加拿大取得了世界團體錦標賽的季軍以及在4月3日的世界錦標賽中取得男子5000米接力小項的亞軍。